# Coriolopsis gallica
Espèce
Synonymes
- Cerrena gallica (Fr.) Zmitr.[3]
- Coriolopsis extenuata (Durieu & Mont.) Domański[3]
- Funalia gallica (Fr.) Bondartsev & Singer[3]
- Hexagonia gallica (Fr.) Teixeira[3]
- Microporus extenuatus (Durieu & Mont.) Kuntze[3]
- Polyporus extenuatus Durieu & Mont.[3]
- Polyporus gallicus Fr.[3]
- Polystictus extenuatus (Durieu & Mont.) Cooke[3]
- Trametella gallica (Fr.) Teixeira[3]
- Trametes gallica Fr.[3]

Coriolopsis gallica est une espèce de champignons de la famille des Polyporaceae, qui se développe sur le bois en décomposition. Il n'est associé à aucune maladie végétale, par conséquent il n'est pas considéré comme pathogène. Pour diverses souches de Coriolopsis gallica isolées, on a constaté, en tant que caractéristique commune de la division des Basidiomycota, qu'elles sont en mesure de dégrader les composants du bois, principalement la lignine et dans une moindre mesure la cellulose, ce qui entraîne une zone de dégradation couverte par l'accumulation de poudre blanche de cellulose, par conséquent, C. gallica pourrait être appelé génériquement, comme beaucoup d'autres basidiomycètes, comme des champignons à «pourriture blanche».
Cette caractéristique de la dégradation préférentielle des composants de lignine, tels que les mélanoïdines, les polyphénols et d'autres composés aromatiques, est d'intérêt biotechnologique dans les industries du papier (recyclage et blanchiment), de la production de bière et de canne à sucre ou pour la bioremédiation des eaux usées produites dans ces autres activités industrielles. Alors que chez les Basidiomycota, les activités lignolytiques sont jouées conjointement par des enzymes telles que les laccases, les manganèse peroxydases et les lignine peroxydases, chez Coriolopsis gallica ainsi que chez les Trametes spp. liés phylogénétiquement, les laccases (même dans de multiples copies génomiques) sont les principaux mécanismes impliqués dans la modification de la lignine, tandis que chez Phanerochaete spp., d’autres espèces de basidiomycètes à pourriture blanche bien étudiée, virtuellement aucune activité laccase n'est impliquée dans la biodégradation de la lignine.